# T.J. Starks
Tahjon Komar Starks, detto T.J. (Lancaster, 11 settembre 1998), è un cestista statunitense.

## Palmarès
- Qatari Basketball League: 1

Al-Rayyan: 2023